# Josias Kumpf
Josias Kumpf (* 7. April 1925 in Nova Pazova, Syrmien, Königreich der Serben, Kroaten und Slowenen; † 15. Oktober 2009 in Wien) war Angehöriger der Waffen-SS und Wachmann im Zwangsarbeitslager Trawniki. Er wurde beschuldigt, dort 1943 an der Ermordung von 8000 Juden beteiligt gewesen zu sein. Er bestritt dies bis zu seinem Lebensende.

## Leben
Kumpf wurde 1925 als Staatsbürger des Königreichs der Serben, Kroaten und Slowenen geboren. Mit 16 Jahren wurde Kumpf als volksdeutscher (donauschwäbischer) Landarbeiter durch die Waffen-SS ausgehoben und nach Deutschland dienstverpflichtet. Kumpf wurde 1942/43 im Alter von 17 Jahren Angehöriger der Waffen-SS. Zunächst war er unter anderem im KZ Sachsenhausen als Angehöriger der Wachmannschaften stationiert. Im November 1943 wurde er in das im besetzten Polen befindliche Zwangsarbeitslager Trawniki verlegt. Unmittelbar danach fand dort die so genannte „Aktion Erntefest“ statt, bei der 8000 jüdische Männer, Frauen und Kinder erschossen wurden. Kumpf war zur Tatzeit jünger als 20 Jahre.
Kumpf sagte aus, zwar am Tatort gewesen zu sein, wies gleichzeitig aber den Vorwurf einer direkten Beteiligung am Massenmord zurück: "Ich war dort, in Trawniki. In jener Nacht. Ich war ein Wächter, am Zaun - Sie verstehen? Aber ich kam zu spät. Als ich hinkam, hatte man sie schon erschossen. Hunderte. Tausende. Mit dem Maschinengewehr. Sie lagen in den Löchern, die sie davor selbst hatten ausheben müssen. Manche von ihnen waren noch nicht tot, sie krabbelten wieder heraus. Dann schoss man nochmals auf sie, auf einen nach dem anderen. Bis sie alle tot waren."

### Nachkrieg
Nach dem Zweiten Weltkrieg lebte Kumpf zunächst in Österreich und erhielt 1956 unabhängig davon die deutsche Staatsbürgerschaft. Im selben Jahr wanderte er in die USA aus. Dort ließ er sich in Racine (Wisconsin) nieder und wurde 1964 amerikanischer Staatsbürger, wodurch er seine deutsche Staatsbürgerschaft aufgab.
Er lebte als Arbeiter mit Frau und Kindern in Wisconsin und Chicago. Kumpf war Hauseigentümer und hatte einen Pensionsanspruch.

### Nachforschungen
Das Office of Special Investigations (OSI) des US-Justizministeriums stieß nach eigener Aussage erst im Jahr 2001 auf Kumpf. Dass Kumpf seine SS-Mitgliedschaft 1956, bei der Einreise in die USA, verschwiegen hatte, war der Grund, dass ihm schließlich die amerikanische Staatsbürgerschaft aberkannt wurde. 2005 kamen die Richter zu der Einschätzung, dass „Kumpfs Handlungen als bewaffneter Wächter eine persönliche Beteiligung an der Verfolgung begründen“ (Zitat aus dem Richterspruch). Das führte zur Aberkennung seiner Staatsbürgerschaft und damit seiner Pension. Anklage wegen Kriegsverbrechen wurde jedoch nicht erhoben. Kumpf wurde damit mittel- und staatenlos und die Abschiebung aus den USA wurde vorbereitet.

### Abschiebung
Aufgrund völkerrechtlicher Verpflichtungen musste die Republik Österreich im Frühjahr 2009 den pflegebedürftigen Mann aufnehmen, da Kumpf von Österreich aus 1956 in die USA eingereist war. Am 19. März 2009 wurde Kumpf von amerikanischen Sicherheitskräften am Flughafen Wien-Schwechat abgeliefert.
Nach Angaben des Justizministeriums konnte er in Österreich nicht mehr vor Gericht gestellt werden, weil die ihm zur Last gelegten Verbrechen nach den österreichischen Gesetzen des Jahres 1945 verjährt waren.
Im Auftrag der Republik Österreich organisierte die Caritas Österreich für Kumpf professionelle Pflege. Zunächst wurde der kranke und altersschwache Kumpf in einem Spital in Vorarlberg untergebracht, ehe er Anfang Juni in Wien eine Pflegewohnung zugewiesen bekam. Nachdem die Finanzierung der öffentlichen Hand wegfiel, war eine private Betreuung nicht mehr möglich und er wurde im Allgemeinen Krankenhaus der Stadt Wien untergebracht.
Ende Mai 2009 beantragte ein Richter am Nationalen Gerichtshof Spaniens internationale Haftbefehle gegen Kumpf und zwei weitere mutmaßliche KZ-Wachmänner, um sie in Madrid auf Betreiben von KZ-Überlebenden wegen Verbrechen gegen die Menschlichkeit anzuklagen.
Im Oktober 2009 starb Josias Kumpf 84-jährig im Wiener Wilhelminenspital.